# Abernant
Abernant (1946-1970) est un cheval de course pur-sang britannique, considéré comme l'un des meilleurs sprinters de l'histoire.  

## Carrière de course
Abernant débute sous la férule du jeune et futur entraîneur classique Noel Murless, qui vient de s'installer dans le Wiltshire. Il échoue d'une tête lors de sa première sortie à Lingfield, mais ne tarde pas à s'affirmer comme un champion en devenir, enchaînant les victoires faciles dans les Bedford Stakes, les Chesham Stakes, avant de devoir sévèrement s'employer dans les National Breeders' Produce Stakes, où il est déclaré vainqueur d'une arrivée est si serrée (il n'existe pas de photo finish à l'époque) que le jockey de son dauphin, Star King, ne reconnaîtra jamais sa défaite. Dans les Champagne Stakes, il écrase de six longueurs le récent vainqueur des July Stakes et futur Derby-winner Nimbus et termine sa saison par une démonstration dans les Middle Park Stakes. Les lots qu'affronte Abernant sont creux, parfois réduits à trois unités : bien peu osent affronter ce bolide gris pommelé, que Timeform place en tête de son classement des meilleurs 2 ans avec un rating exceptionnel de 133.      
De retour à 3 ans, Abernant est logiquement le grand favori des 2000 Guinées, à condition toutefois qu'il ait la tenue nécessaire pour avaler la ligne droite du Rowley Mile. Il monte en distance pour sa rentrée, convaincante, sur 1 400 mètres à Bath. Mais 200 mètres de plus auront raison de lui. Dans les Guinées, il raccourcit son action dans les derniers décamètres et se fait rejoindre sur le fil par Nimbus, dans une arrivée aux couteaux. 1 600 mètres, c'était bien le bout du monde pour lui. Sagement, Noel Murless se rabat sur les courses de sprint. Là, Abernant est sans rival. Il s'adjuge les King's Stand Stakes sans émotion puis défait facilement Star King (rebaptisé Star Kingdom) dans la July Cup, cette fois sans contestation possible, comme une revanche sur l'arrivée discutée des National Breeders' Produce Stakes, un an plus tôt. Ce sont encore des lots maigrelets mais, décidément, les adversaires d'Abernant se font rares, intimidés par sa fulgurante accélération qui lui permet, comme dans les Nunthorpe Stakes, de prendre plusieurs longueurs d'avance en quelques foulées, dans les derniers 200 mètres. Les Nunthorpe Stakes sera la dernière course de sa saison.        
En 1950, Abernant est de retour avec un programme calqué sur la saison précédent, l'aventure du mile en moins. Il est toutefois, et à la surprise générale, dans les King's Stand Stakes, où il croule sous le plomb, devant rendre 23 livres aux 3 ans, parmi lesquels Tangle, qui devient après Potentate (son vainqueur lors de ses débuts à 2 ans) et Nimbus, le troisième cheval à le devancer. Le dernier aussi car dès la sortie suivante Abernant renoue avec le succès dans la July Cup, permettant à son fidèle jockey Gordon Richards, que l'on considère souvent comme le plus grand jockey de l'histoire (britannique en tout cas), de remporter son 4 000e succès, un record absolu à l'époque. La fin de carrière d'Abernant est un tranquille petit fleuve, il se balade dans les King George Stakes, se promène dans les Nunthorpe Stakes, et rentre au haras. Pour les observateurs de l'époque, suivant l'avis de Gordon Richards qui le considérait comme le cheval le plus rapide qu'il ait jamais monté, Abernant était bien un champion exceptionnel. Timeform lui attribua un rating inouï, 142, qui en fait à leurs yeux et à l'époque le deuxième meilleur cheval de l'histoire derrière un autre fils d'Owen Tudor, Tudor Minstrel. Reste à savoir dans quelle mesure Abernant, toute fusée qu'il fût, était l'égal d'un Ribot, auquel Timeform n'accordera pas une livre de plus qu'à lui. Ce dont on est sûr, c'est qu'il galopait vite et dans leur livre A Century of Champions, John Randall et Tony Morris font de lui le plus grand sprinter britannique du 20e siècle et le 20e meilleur cheval de l'histoire toutes catégories confondues, juste devant Man o'War. Un groupe 3 britannique, les Abernant Stakes, lui rend hommage chaque année à Newmarket.           

### Résumé de carrière
| Date        | Hippodrome  | Pays        | Course                            | Distance    | Jockey      | Place       | Écart       | Vainqueur ou deuxième |
| 1948, 2 ans | 1948, 2 ans | 1948, 2 ans | 1948, 2 ans                       | 1948, 2 ans | 1948, 2 ans | 1948, 2 ans | 1948, 2 ans | 1948, 2 ans           |
| ----------- | ----------- | ----------- | --------------------------------- | ----------- | ----------- | ----------- | ----------- | --------------------- |
| 16 avril    | Lingfield   | Royaume-Uni | Spring Stakes                     | 1 000 m     | G. Richards | 2e / 8      | tête        | Potentate             |
| 13 mai      | Newmarket   | Royaume-Uni | Bedford Stakes                    | 1 000 m     | G. Richards | 1er / 3     | 4           | Florida Moon          |
| 18 juin     | Ascot       | Royaume-Uni | Chesham Stakes                    | 1 000 m     | G. Richards | 1er / 10    | 5           | El Barq               |
| 17 juillet  | Sandown     | Royaume-Uni | National Breeders' Produce Stakes | 1 000 m     | G. Richards | 1er / 5     | cte tête    | Star King             |
| 8 septembre | Doncaster   | Royaume-Uni | Champagne Stakes                  | 1 200 m     | G. Richards | 1er / 3     | 6           | Nimbus                |
| 12 octobre  | Newmarket   | Royaume-Uni | Middle Park Stakes                | 1 200 m     | G. Richards | 1er / 3     | 5           | Targuia               |
| 1949, 3 ans |             |             |                                   |             |             |             |             |                       |
| Avril       | Bath        | Royaume-Uni | Somerset Stakes                   | 1 400 m     | G. Richards | 1er / 3     | 2           | Kinlochewe            |
| Mai         | Newmarket   | Royaume-Uni | 2000 Guineas                      | 1 600 m     | G. Richards | 2e / 13     | cte tête    | Nimbus                |
| Juin        | Ascot       | Royaume-Uni | King's Stand Stakes               | 1 000 m     | G. Richards | 1er / 7     | 4           | Cul-de-Sac            |
| Juillet     | Newmarket   | Royaume-Uni | July Cup                          | 1 200 m     | G. Richards | 1er / 3     | 3           | Star Kingdom          |
| Juillet     | Goodwood    | Royaume-Uni | King George Stakes                | 1 000 m     | G. Richards | 1er / 8     | 2           | Robert Barker         |
| Août        | York        | Royaume-Uni | Nunthorpe Stakes                  | 1 000 m     | G. Richards | 1er / 4     | 5           | British Lion          |
| 1950, 4 ans |             |             |                                   |             |             |             |             |                       |
| Mai         | Sandown     | Royaume-Uni | Lubbock Sprint Stakes             | 1 000 m     | G. Richards | 1er / 3     | 2           | Robert Barker         |
| Juin        | Ascot       | Royaume-Uni | King's Stand Stakes               | 1 000 m     | G. Richards | 2e / 3      | 1/2         | Tangle                |
| Juillet     | Newmarket   | Royaume-Uni | July Cup                          | 1 200 m     | G. Richards | 1er / 6     | 4           | Bob Cherry            |
| Juillet     | Goodwood    | Royaume-Uni | King George Stakes                | 1 000 m     | G. Richards | 1er / 3     | 5           | Master Gunner         |
| Août        | York        | Royaume-Uni | Nunthorpe Stakes                  | 1 000 m     | G. Richards | 1er / 3     | 2           | Fair Seller           |

## Au haras
Abernant a bien réussi sa reconversion comme étalon, donnant naturellement des chevaux de vitesse (à l'image de Zahedan, vainqueur des National Stakes), mais qui pouvaient aussi monter sur le mile comme en témoignent ses meilleurs produits Abermaid (1000 Guinées), Even Star (1000 Guinées irlandaises) ou Welsh Rake (Queen Anne Stakes).
Il meurt en 1970, à 24 ans.

## Origines
Abernant est, avec Tudor Minstrel, l'autre super crack issu du champion britannique Owen Tudor, qui remporta durant la guerre les substituts du Derby et de la Gold Cup, lesquels ne pouvaient se dérouler sur leur hippodrome respectifs, réquisitionnés par la guerre. Owen Tudor fut capable de donner des chevaux compétitifs sur un large éventail de distance, comme en témoigne aussi le champion Right Royal, vainqueur du Prix du Jockey Club et des King George VI & Queen Elizabeth Stakes.
Abernant doit sa vitesse (et sa robe grise) à sa prestigieuse ascendance maternelle. Sa mère, Rustom Mahal, ne vit jamais un hippodrome mais passait pour un phénomène à l'entraînement, Gordon Richards déclarant qu'il s'agissait de la pouliche la plus rapide qu'il ait jamais monté. Elle était la fille de l'une des plus importantes poulinières de l'histoire, Mumtaz Mahal. Cette grande championne sprinteuse (lauréate notamment des National Breeders Produce Stakes, des Champagne Stakes, des King George Stakes et des Nunthorpe Stakes), a marqué le stud mondial et contribué au rayonnement de l'élevage de l'Aga Khan à travers la famille 9-c, l'une des plus brillantes de l'histoire du stud, dont ressortent une multitude de champions. 

### Pedigree
| Origines de Abernant (GB), mâle gris né en 1946 | Origines de Abernant (GB), mâle gris né en 1946 | Origines de Abernant (GB), mâle gris né en 1946 | Origines de Abernant (GB), mâle gris né en 1946 |
| ----------------------------------------------- | ----------------------------------------------- | ----------------------------------------------- | ----------------------------------------------- |
| Père Owen Tudor 1938                            | Hyperion 1930                                   | Gainsborough                                    | Bayardo                                         |
| Père Owen Tudor 1938                            | Hyperion 1930                                   | Gainsborough                                    | Rosedrop                                        |
| Père Owen Tudor 1938                            | Hyperion 1930                                   | Selene                                          | Chaucer                                         |
| Père Owen Tudor 1938                            | Hyperion 1930                                   | Selene                                          | Serenissima                                     |
| Père Owen Tudor 1938                            | Mary Tudor 1931                                 | Pharos                                          | Phalaris                                        |
| Père Owen Tudor 1938                            | Mary Tudor 1931                                 | Pharos                                          | Scapa Flow                                      |
| Père Owen Tudor 1938                            | Mary Tudor 1931                                 | Anna Bolena                                     | Teddy                                           |
| Père Owen Tudor 1938                            | Mary Tudor 1931                                 | Anna Bolena                                     | Queen Elizabeth                                 |
| Mère Rustom Mahal 1934                          | Rustom Pasha 1927                               | Son-in-Law                                      | Dark Ronald                                     |
| Mère Rustom Mahal 1934                          | Rustom Pasha 1927                               | Son-in-Law                                      | Mother in Law                                   |
| Mère Rustom Mahal 1934                          | Rustom Pasha 1927                               | Cos                                             | Flying Orb                                      |
| Mère Rustom Mahal 1934                          | Rustom Pasha 1927                               | Cos                                             | Renaissance                                     |
| Mère Rustom Mahal 1934                          | Mumtaz Mahal 1921                               | The Tetrarch                                    | Roi Herode                                      |
| Mère Rustom Mahal 1934                          | Mumtaz Mahal 1921                               | The Tetrarch                                    | Vahren                                          |
| Mère Rustom Mahal 1934                          | Mumtaz Mahal 1921                               | Lady Josephine                                  | Sundridge                                       |
| Mère Rustom Mahal 1934                          | Mumtaz Mahal 1921                               | Lady Josephine                                  | Americus Girl (famille 9-c)                     |